# ファカタヴァタラウ侍
ファカタヴァ タラウ侍（ファカタヴァ タラウさむらい、FAKATAVA Talau Samurai、1994年12月7日 - ）は、ジャパンラグビーリーグワンリコーブラックラムズ東京に所属するトンガ出身 の日本人ラグビー選手。旧表記「タラウ・ファカタヴァ」。

## プロフィール
- ポジションはフランカー(FL)。
- 身長 191 cm、体重 114 kg
- 双子の兄弟アマト[2] も弟のソセフォ[3] もラグビー選手。
- トンガサムライXVスコッドに選ばれたことがある[4]。

## 略歴
ティマルボーイズ高校卒業後、大東文化大学に入る。
2019年、大東文化大学卒業後、リコーブラックラムズ(現・リコーブラックラムズ東京)に加入。
2020年2月2日にジャパンラグビートップリーグ第4節NTTコミュニケーションズシャイニングアークス戦に先発出場で公式戦初出場を果たす。